# Villa SC
Villa SC is een Oegandese voetbalclub uit de hoofdstad Kampala.
Villa SC is de succesvolste club van het land en was begin jaren negentig zelfs een van de sterkste teams van heel Afrika. Van 1998 tot 2004 won de club zeven opeenvolgende landstitels. De club werd opgericht als Nakivubo Boys, nam dan de naam Nakivubo Villa aan en uiteindelijk Villa SC (in 1995). In 1979 promoveerde de club naar de hoogste klasse die op dat moment gedomineerd werd door Simba FC, Express FC en Kampala City Council FC.

## Erelijst
Landskampioen
1982, 1984, 1987, 1990, 1992, 1994, 1998, 1999, 2000, 2001, 2002, 2003, 2004
Beker van Oeganda
Winnaar: 1983, 1986, 1988, 1989, 1998, 2000, 2002, 2009
Kagame Inter-Club Beker
Winnaar: 1987, 2003, 2005
Finalist: 1991, 1993, 1999
Afrikaanse beker der kampioenen
Finalist: 1991
CAF Cup
Finalist: 1992

## Bekende spelers
- Paul Hasule
- Majid Musisi
- Hassan Mubiru
- Andrew Mwesigwa